# Marcelo Travesso
Marcelo Adriano Torres Travesso (São Paulo, 19 de novembro de 1964) é um diretor de televisão brasileiro.
Filho de Nilton Travesso e Marilu Torres, começou a carreira em 1990, como diretor da telenovela A História de Ana Raio e Zé Trovão, na extinta Rede Manchete. Em 1992, foi para a Rede Globo.

## Trabalhos em televisão
- 1990 - A História de Ana Raio e Zé Trovão - Telenovela
- 1992 - Você Decide - Programa interativo
- 1992 - Deus Nos acuda - Telenovela
- 1993 - Sonho Meu - Telenovela
- 1994 - Tropicaliente - Telenovela
- 1995 - A Próxima Vítima - Telenovela
- 1996 - Vira Lata - Telenovela
- 1997 - Zazá - Telenovela
- 1998 - Era uma vez... - Telenovela
- 1999 - Chiquinha Gonzaga - Minissérie
- 1999 - Terra Nostra - Telenovela
- 2000 - Aquarela do Brasil - Minissérie
- 2001 - As Filhas da Mãe - Telenovela
- 2001 - O Clone - Telenovela
- 2002 - Esperança - Telenovela
- 2003 - Mulheres Apaixonadas - Telenovela
- 2004 - Um Só Coração - Minissérie
- 2004 - Começar de Novo - Telenovela
- 2005 - América - Telenovela
- 2006 - Sinhá Moça  - Telenovela
- 2007 - Amazônia, de Galvez a Chico Mendes - Minissérie
- 2008 - Beleza Pura - Telenovela
- 2009 - Caminho das Índias - Telenovela
- 2010 - Araguaia - Telenovela
- 2011 - Fina Estampa - Telenovela
- 2013 - Amor à Vida - Telenovela
- 2014 - Império - Telenovela
- 2015 - A Regra do Jogo - Telenovela
- 2016 - Sol Nascente - Telenovela
- 2018 - O Tempo Não Para - Telenovela
- 2020 - Salve-se Quem Puder - Telenovela